# Cyrus Hall McCormick

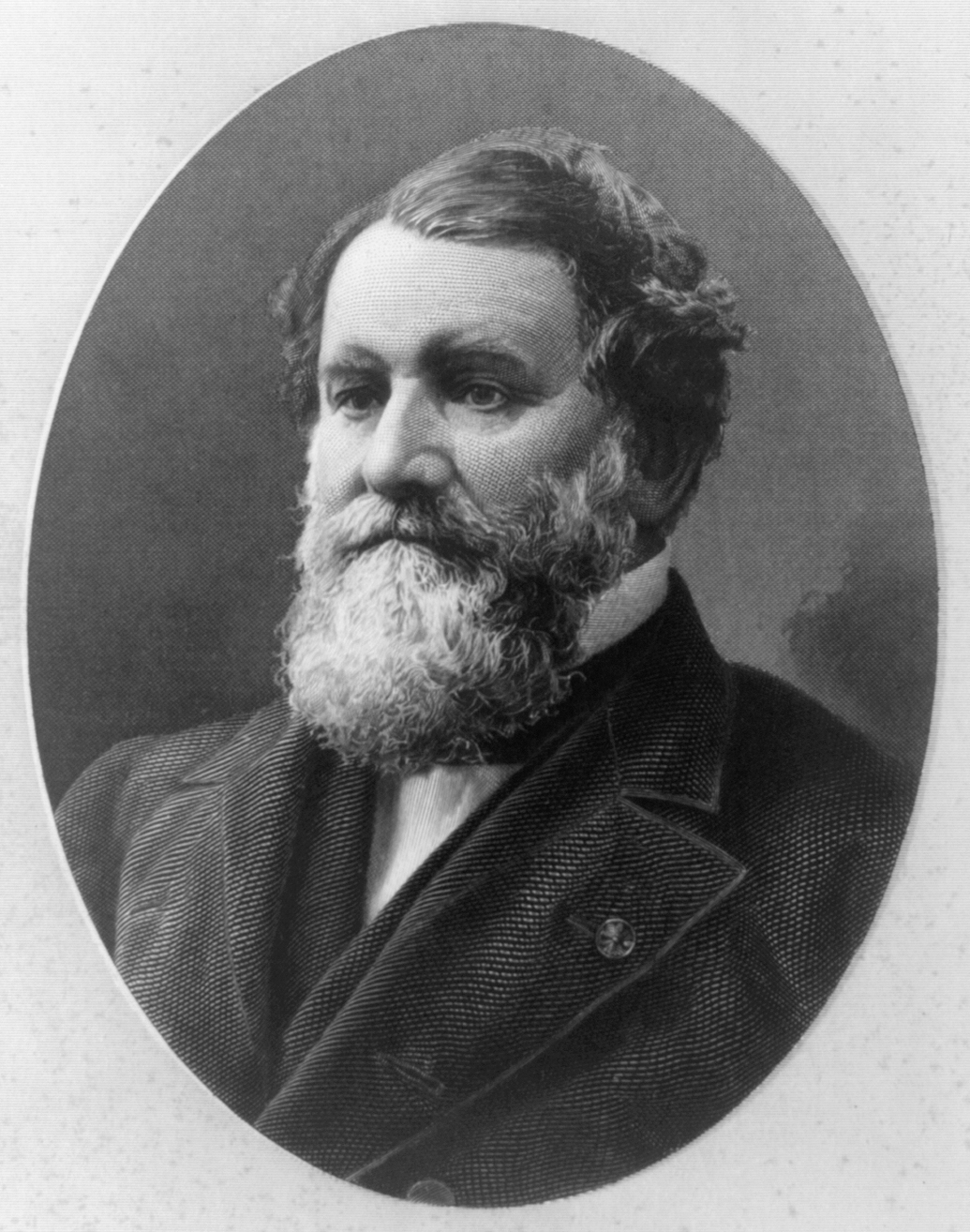
Cyrus McCormick

Cyrus Hall McCormick, född 1809 i West Virginia, död 1884 i Chicago, var en amerikansk uppfinnare. 

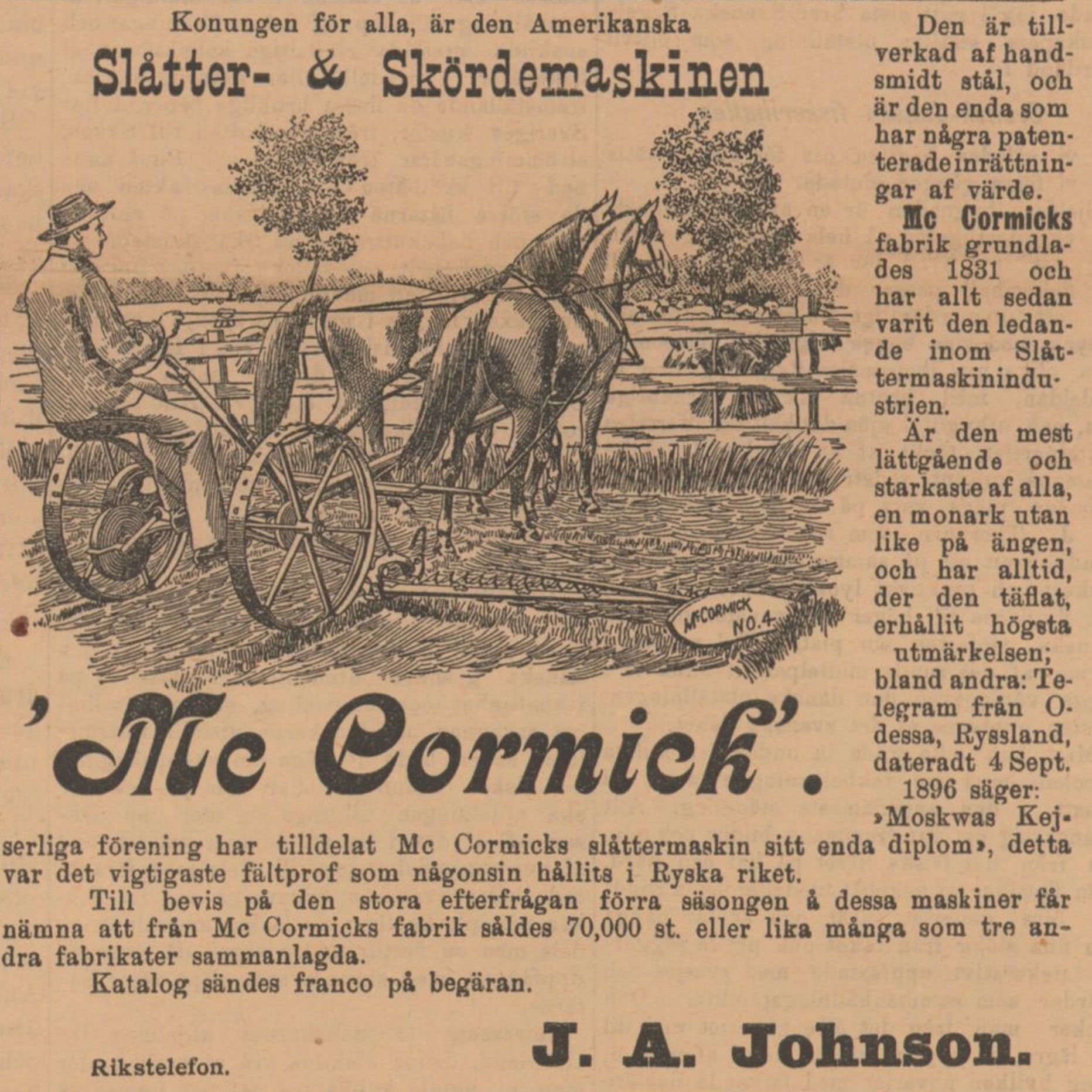
Annons för slåtter- och skördemaskinen Mc Cormick nr 4

McCormick var son till en farmare, som uppfunnit flera arbetsbesparande jordbruksredskap, men ej lyckats åstadkomma en lämplig skördemaskin. McCormick tog upp problemet år 1831 och konstruerade en maskin, som han efter ett par års prov uttog patent på år 1834. Efter ytterligare förbättringar vann maskinen fullständig framgång. McCormick anlade en fabrik, McCormick Harvesting Company (senare en del av International Harvester), i Chicago, vann pris och medaljer och invaldes i franska vetenskapakademin med det vitsordet, att "han gjort mer för jordbruket än någon annan levande människa".